# Maybe I'm Amazed
"Maybe I'm Amazed" là ca khúc được sáng tác và thể hiện bởi Paul McCartney, nằm trong album solo đầu tay của anh, McCartney (1970). McCartney giành tặng ca khúc này cho người vợ Linda của mình – người đã giúp anh vượt qua những khó khăn sau khi The Beatles tan rã.
Bản trình diễn trực tiếp sau này được anh thể hiện cùng ban nhạc Wings của mình trong tour diễn vòng quanh nước Mỹ năm 1976 đã trở thành đĩa đơn hit tại Mỹ và đạt được vị trí số 26 tại Anh. Bản thu chính thức của ca khúc nằm trong album McCartney thì chưa bao giờ được phát hành dưới dạng đĩa đơn.

## Thành phần tham gia sản xuất
Ấn bản từ album McCartney
- Paul McCartney – hát chính, guitar, bass, piano, organ, trống.
- Linda McCartney – hát nền.

Ấn bản trực tiếp từ album Wings Over America
- Paul McCartney – hát chính, piano.
- Linda McCartney – hát nền.
- Denny Laine – hát nền, bass.
- Jimmy McCulloch – lead guitar.
- Joe English – trống.